# یان اسمیکنز
یان اسمیکنز (هلندی: Jan Smeekens؛ زادهٔ ۱۱ فوریهٔ ۱۹۸۷) اسکیت‌باز سرعت اهل هلند است.
از افتخارات وی میتوان به کسب مدال نقره اسکیت سرعت۵۰۰ متر در بازی‌های المپیک زمستانی ۲۰۱۴ اشاره کرد.